# Pogonomyrmex subnitidus
Pogonomyrmex subnitidus är en myrart som beskrevs av Carlo Emery 1895. Pogonomyrmex subnitidus ingår i släktet Pogonomyrmex och familjen myror. Inga underarter finns listade i Catalogue of Life.

## Bildgalleri

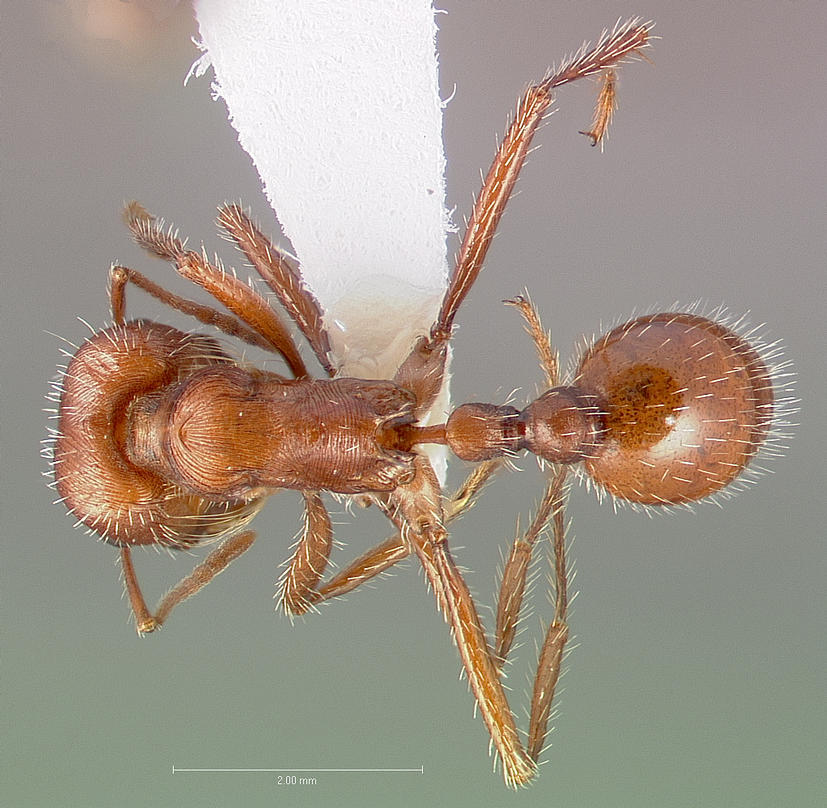
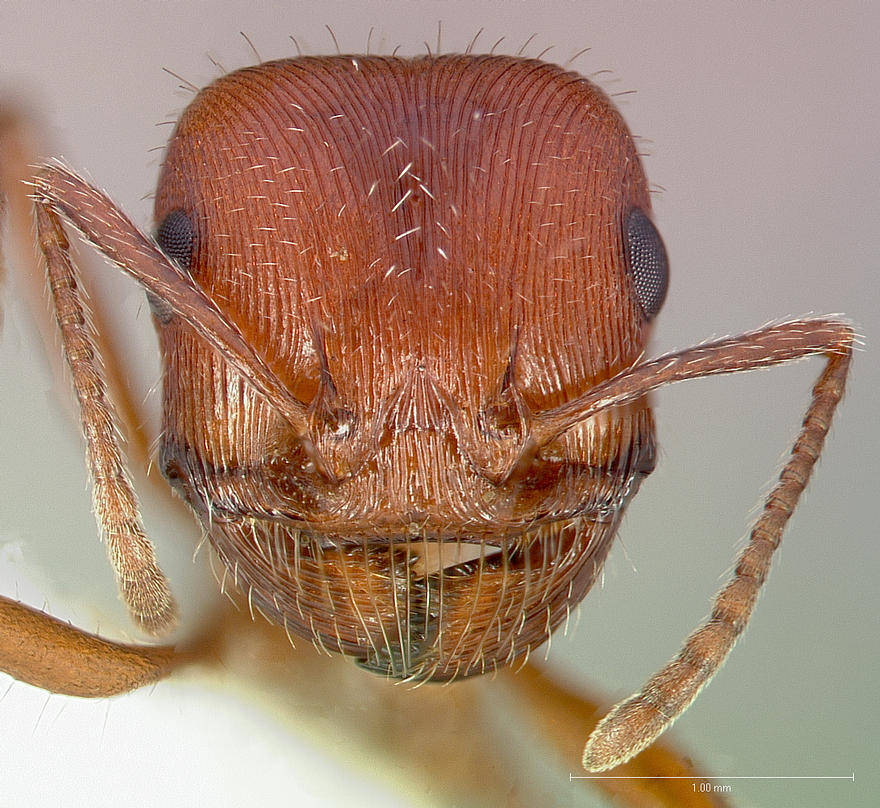
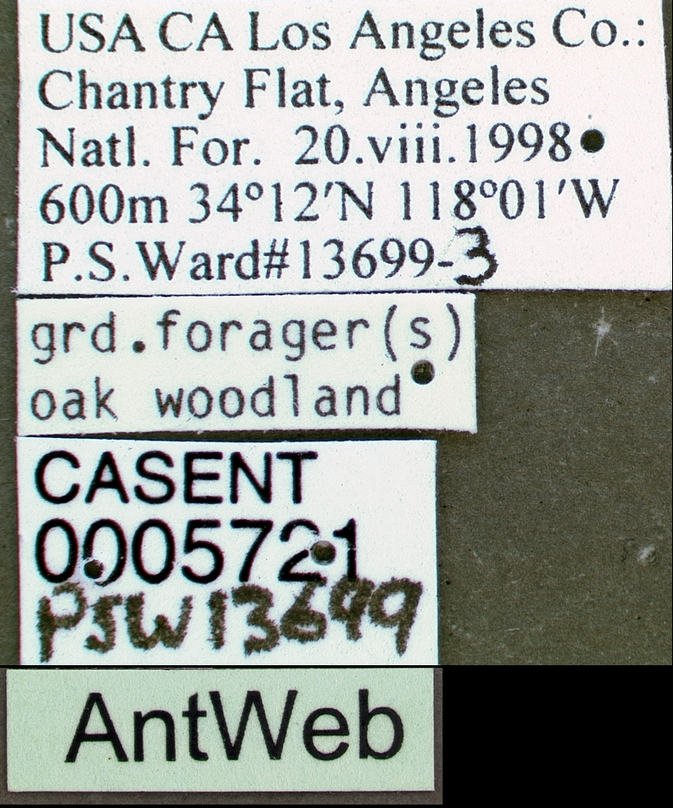
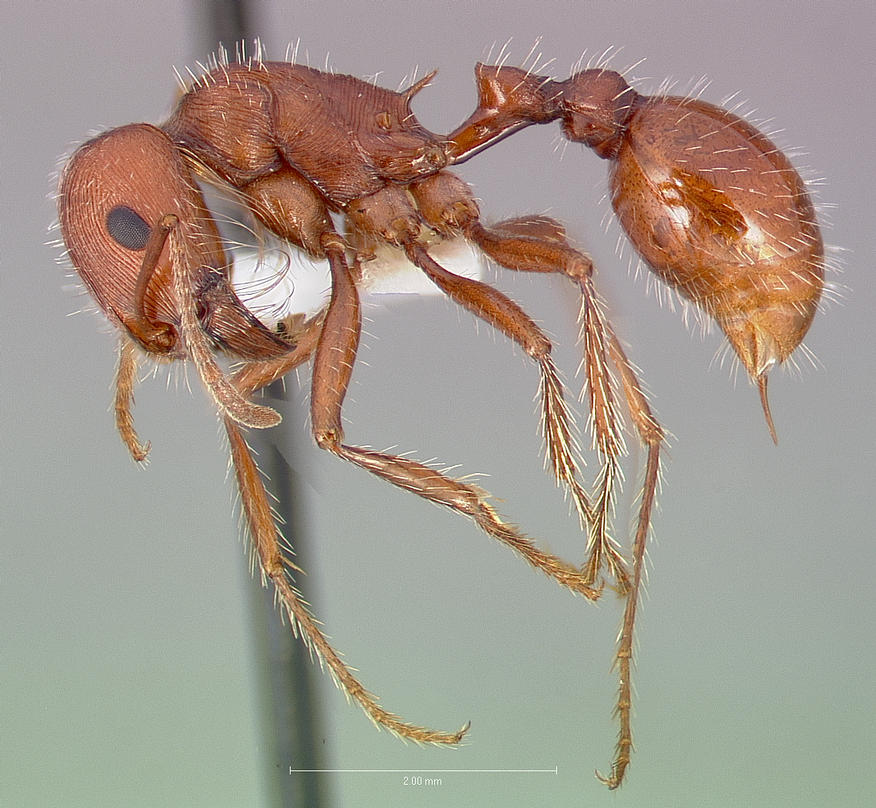